# Pustków (województwo dolnośląskie)
Pustków – osada w Polsce położona w województwie dolnośląskim, w powiecie milickim, w gminie Cieszków. Miejscowość wchodzi w skład sołectwa Trzebicko.
W latach 1975–1998 miejscowość administracyjnie należała do województwa wrocławskiego.